# Граф Росс (Ирландия)

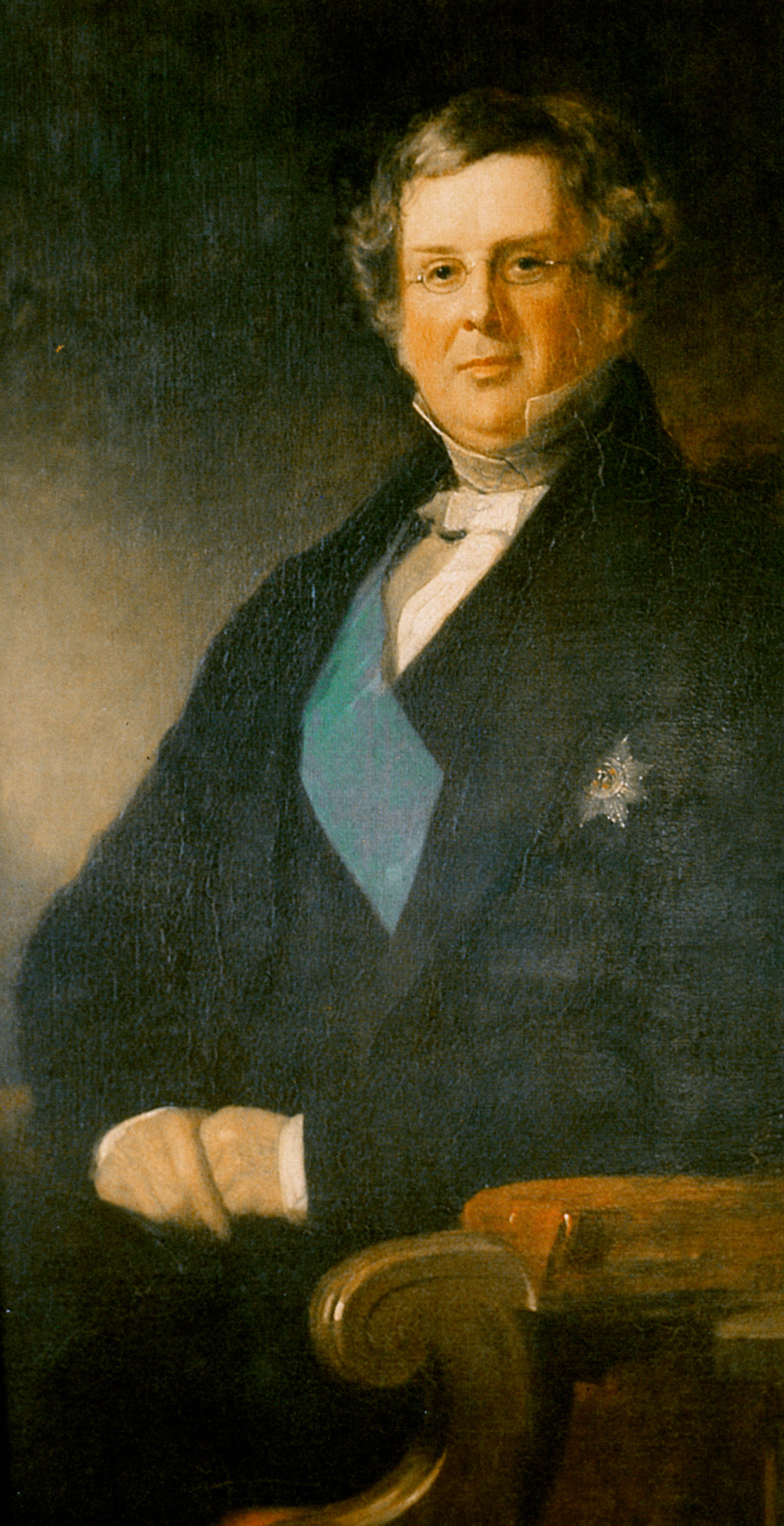
Уильям Парсонс, 3-й граф Росс

Граф Росс (англ. Earl of Rosse) — наследственный титул в системе Пэрства Ирландии, созданный дважды в ирландской истории для семьи Парсонс.

## История
Парсонсы были изначально английской семьей из графства Лестершир. Пять братьев из рода Парсонс переселились в Ирландию в конце XVI века. Один из братьев, Уильям Парсонс (1570—1650) получил от короля Якова I Стюарта титул баронета из Белламонта в графстве Дублин в 1620 году (баронетство Ирландии). Ричард Парсонс, 3-й баронет (1657—1703), получил в 1681 году титул виконта Росса, став пэром Ирландии. Его сын и преемник — Ричард Парсонс, 2-й виконт Росс (1702—1741) — в 1718 году стал графом Росса (пэрство Ирландии). В 1764 году после смерти Ричарда Парсонса, 2-го графа Росса (ок. 1716 — 1764), все титулы угасли.
Сэр Лоуренс Парсонс, младший брат сэра Уильяма Парсонса, 1-го баронета, поселился в Бирре (графство Оффали), который стал известен под названием Парсонстаун. Он стал родоначальником младшей ветви рода — Парсонсов из Бирра. Его внук Лоуренс Парсонс получил титул баронета из Бирр-касла в графстве Оффали в 1677 году (баронетство Ирландии). В 1689 году ирландский парламент Якова II Стюарта лишил его титула и владений и приговорен к смерти. Но смертный приговор так и не был осуществлен. Его правнук, Лоуренс Парсонс, 3-й баронет (1707—1756), и праправнук, Уильям Парсонс, 4-й баронет (1731—1791), представлял графство Кингс в Палате общин Ирландии. Его сводный брат Лоуренс (Парсонс) Харман (1749—1807) в 1792 году стал пэром Ирландии, получив титул барона Оксмантауна. Его племянник, сэр Лоуренс Парсонс, 5-й баронет (1758—1841), должен был после смерти дяди унаследовать титул барона Оксмантауна. В 1795 году для него был создан титул виконта Оксмантауна (пэрство Ирландии), а в 1806 году он ещё получил титул графа Росса (пэрство Ирландии). Лорд Росс заседал в качестве одного из ирландских пэров-представителей в Палате лордов Великобритании (1800—1807). В 1807 году после смерти 1-го графа Росса титул виконта Оксмаунтона прервался, а титулы графа Росса и барона Оксмаунтона унаследовал его племянник — вышеупомянутый Лоуренс Парсонс (ставший 2-м графом Росс). Он представлял графство Кингс в ирландской и британской палатах общин, заседал в Палате лордов Великобритании в качестве одного из ирландских пэров-представителей (1809—1841).
Его сын, Уильям Парсонс, 3-й граф Росс (1800—1867), был известным астрономом и прославился строительством гигантского телескопа (известного под названием «Левиафан Парсонстауна»). Лорд Росс также заседал в Палате общин от графства Кингс (1821—1835) и был одним из ирландских пэров-представителей в Палате лордов (1845—1867). В 1831—1867 годах — лорд-лейтенант графства Кингс. Он был одним из немногих, кто предвидел последствия фитофтороза картофеля и пытался предупредить об этом английское правительство. 3-й граф Росс также являлся президентом Королевского общества с 1849 по 1854 год. Ему наследовал его сын, Лоуренс Парсонс, 4-й граф Росс (1840—1908). Он был одним из избранных ирландских пэров-представителей в Палате лордов (1868—1908) и лордом-лейтенантом графства Кингс (1892—1908). Его сын, Уильям Эдвард Парсонс, 5-й граф Росс (1873—1918), также являлся одним из ирландских пэров-представителей в Палате лордов (1911—1918) и лордом-лейтенантом графств Кингс (1908—1918). Лорд Росс участвовал в Первой мировой войне и скончался от ран, полученных в боевых действиях в 1918 году.
По состоянию на 2014 год, обладателем графского титула являлся его внук — Брендан Парсонс, 7-й граф Росс (род. 1936), — который наследовал своему отцу в 1979 году. В 1963—1980 годах во время своей работы в программе развития Организации Объединенных Наций (ООН) он не пользовался титулом, предпочитая именоваться семейной фамилией Парсонс.
Родовая резиденция — Бирр-касл в окрестностях Бирра в графстве Оффали.

## Баронеты Парсонс из Белламонта (1620)
- 1620—1650: Сэр Уильям Парсонс, 1-й баронет (1570 — февраль 1650), сын Джеймса Парсонса (1545—1570) и Кэтрин Фентон (1548—1570)
- 1650—1658: Сэр Уильям Парсонс, 2-й баронет (умер 31 декабря 1658), сын Ричарда Парсонса и внук предыдущего
- 1658—1703: Сэр Ричард Парсонс, 3-й баронет (ок. 1657 — 30 января 1703), сын предыдущего, виконт Росс с 1681 года.

## Виконты Росс (1681)
- 1681—1703: Ричард Парсонс, 1-й виконт Росс (ок. 1657 — 30 января 1703), сын Уильяма Парсонса, 2-го баронета
- 1703—1741: Ричард Парсонс, 2-й виконт Росс (1702 — 26 июня 1741), сын предыдущего и Элизабет Гамильтон (ум. 1724), граф Росс с 1718 года.

## Графы Росс, первая креация (1718)
- 1718—1741: Ричард Парсонс, 1-й граф Росс (1702 — 24 июня 1741), сын предыдущего и Элизабет Гамильтон (ум. 1724)
- 1741—1764: Ричард Парсонс, 2-й граф Росс (ок. 1716 — 27 августа 1764), единственный сын предыдущего.

## Баронеты Парсонс из Бирр Касла (1677)
- 1677—1698: сэр Лоуренс Парсонс, 1-й баронет (ок. 1637 — 1698), сын Уильяма Парсонса (ум. 1653)
- 1698—1741: сэр Уильям Парсонс, 2-й баронет (умер 17 марта 1741), сын предыдущего
- 1741—1756: сэр Лоуренс Парсонс, 3-й баронет (1707—1756), сын Уильяма Парсонса (ум. до 1740) и внук предыдущего
- 1756—1791: сэр Уильям Парсонс, 4-й баронет (6 мая 1731 — 1 мая 1791), единственный сын предыдущего от первого брака
- 1791—1841: сэр Уильям, Парсонс, 5-й баронет (21 мая 1758 — 24 февраля 1841), старший сын предыдущего, 2-й граф Росс (с 1807 года).

## Графы Росс, вторая креация (1806)
- 1806—1807: Лоуренс (Парсонс) Харман, 1-й граф Росс (26 июля 1749 — 20 апреля 1807), второй сын 3-го баронета от второго брака
- 1807—1841: Лоуренс Парсонс, 2-й граф Росс (21 мая 1758 — 24 февраля 1841), старший сын Уильяма Парсонса, 4-го баронета из Бирр-Касла, племянник предыдущего
- 1841—1867: Уильям Парсонс, 3-й граф Росс (17 июня 1800 — 31 октября 1867), старший сын предыдущего
- 1867—1908: Лоуренс Парсонс, 4-й граф Росс (17 ноября 1840 — 29 августа 1908), старший сын предыдущего
- 1908—1918: Уильям Эдвард Парсонс, 5-й граф Росс (14 июня 1873 — 10 июня 1918), старший сын предыдущего
- 1918—1979: Лоуренс Харви Майкл Парсонс, 6-й граф Росс (28 сентября 1906 — 1 июля 1979), старший сын предыдущего
- 1979 — н. в.: Уильям Клер Леонард Брендан Парсонс, 7-й граф Росс (род. 21 октября 1936), старший сын предыдущего
  - Наследник: Лоуренс Патрик Парсонс, лорд Оксмантаун (род. 31 марта 1969), старший сын предыдущего
    - Наследник наследника: достопочтенный Уильям Чарльз Парсонс (род. 28 июня 2008), единственный сын предыдущего.